# 親疏尊卑稱謂
親疏尊卑稱謂，或稱TV 區分（T–V distinction）在社會語言學中係指一個語言中第二人稱代名詞之間呈現出的對比及差異，旨專門對聽者表達不同程度的禮貌禮節、社會距離、親暱、年齡差距，甚至是羞辱。
有些語言(如英語)並沒有語法上的TV 區分，可能取而代之的是以語意學上相對應的方式來對聽者表達上述的態度不同，例如是否以名字或姓氏稱呼對方，或是否以 "先生(sir)"/"夫人(ma'am)"稱呼之(此為美式英語中的情形)。